# Mine Mir
« Mir (mine) » redirige ici. Pour les autres significations, voir Mir.

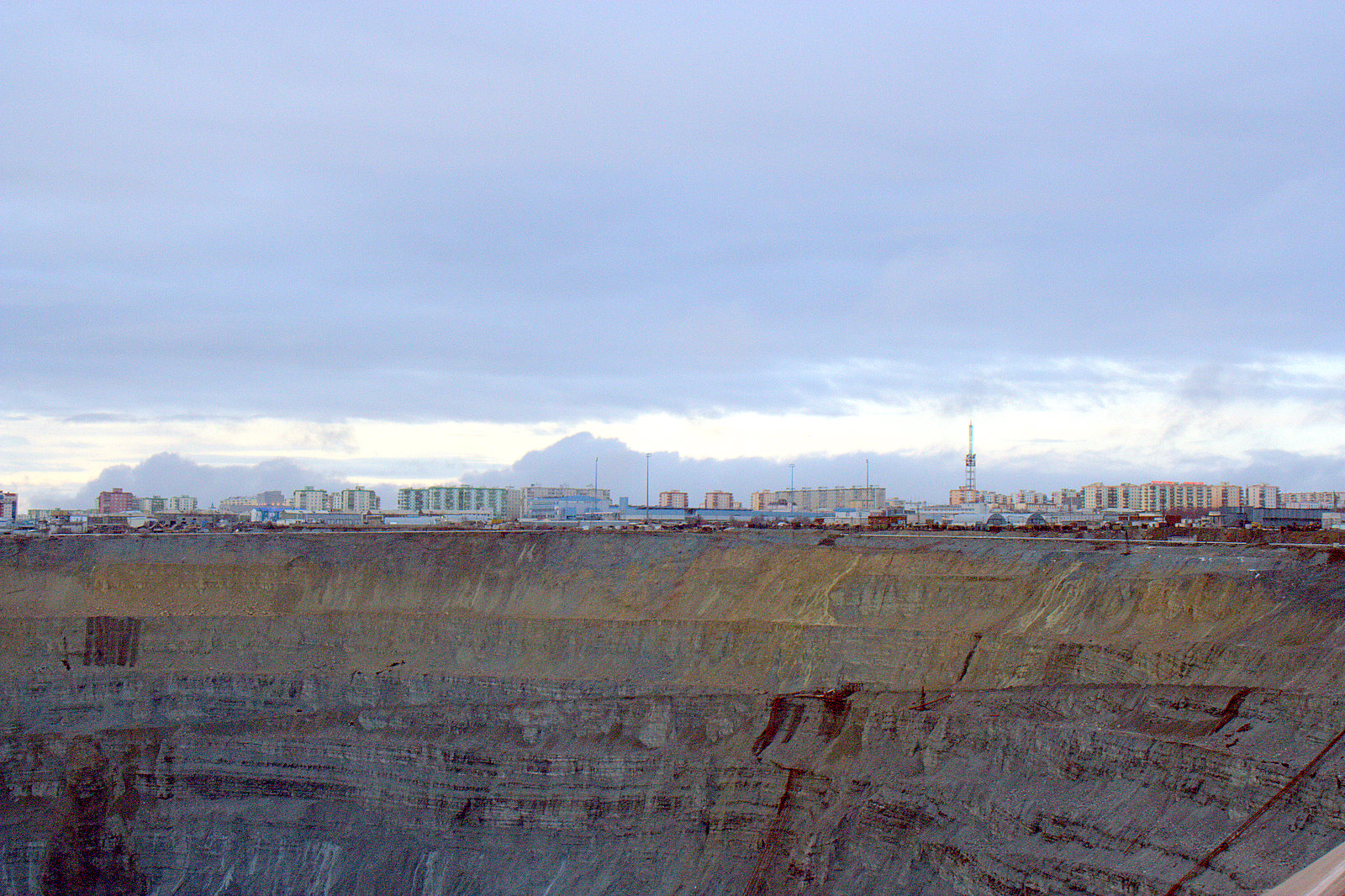
Flanc de la mine avec la ville de Mirny en arrière-plan.

La mine Mir (en russe : Кимберлитовая алмазная трубка « Мир », Kimberlitovaya Almaznaya Trubka « Mir » soit mine de kimberlite et de diamant « Paix »), aussi appelée mine Mirny, est une mine de diamant à ciel ouvert russe située à Mirny en république de Sakha, en Sibérie orientale. La partie à ciel ouvert de la mine, actuellement désaffectée, forme un immense trou de 525 mètres de profondeur et de 1 200 mètres de diamètre. C'est la quatrième plus profonde excavation au monde après celles d'Oudatchnaïa (également en Russie), de Chuquicamata au Chili et de Bingham Canyon aux États-Unis.

## Historique
Le gisement fut découvert le 13 juin 1955 par les géologues soviétiques Youri Khabardin, Ekaterina Elagina et Viktor Avdeenko lors de la grande expédition Amakinsky dans la République socialiste soviétique autonome iakoute. Ils trouvèrent des traces de kimberlite, une roche volcanique généralement associée au diamant. Cette découverte fut le premier succès dans la recherche de kimberlite en Russie après des tentatives infructueuses dans les années 1940 et 1950. Pour cette découverte, Khabardin reçut en 1957 le Prix Lénine, qui était l'une des plus hautes distinctions de l'Union soviétique,.
Le développement de la mine débuta en 1957 dans des conditions climatiques extrêmement dures. 7 mois de l'année, le sol était gelé mais se transformait en boue en été. Pour cette raison, la principale usine associée à la mine dut être construite à 20 km de là, sur un sol plus adapté. L'hiver les mineurs utilisaient des réacteurs d'avion pour dégeler le sol et le creuser ou utilisaient de la dynamite pour pouvoir accéder aux couches de kimberlite. L'intégralité de la mine devait être couverte la nuit pour empêcher les machines de geler,.
Dans les années 1960, la mine produisait 10 000 000 carats (2 000 kg) de diamant par an dont un relativement haut pourcentage, 20 %, était de qualité gemme. Les couches hautes (jusqu'à 340 mètres de profondeur) avaient une haute densité de diamant de 4 carats (0,80 g) par tonne extraite avec un fort ratio de gemme. Puis le champ diminua à 2 carats (0,40 g) par tonne et la production ralentit à 2 000 000 carats (400 kg) par an près du fond de la fosse. Le plus gros diamant de la mine fut trouvé le 23 décembre 1980, son poids était de 342,5 carats (68 g) et fut nommé « 26e fête communiste du Congrès de l'Union soviétique ». Les opérations minières furent interrompues dans les années 1990 à une profondeur de 340 mètres après que le fond fut inondé mais elles reprirent plus tard,.
La mine Mir fut la première et la plus grande mine de diamant en Union soviétique.
Après 44 années, l'exploitation en surface fut finalement arrêtée en juin 2001. Après l'effondrement de l'Union soviétique dans les années 1990, la mine fut opérée par la compagnie de diamants de Sakha, qui reporta des profits annuels de plus 600 millions de dollars tirés de la vente des diamants extraits,.
Actuellement, la mine est exploitée par la compagnie Alrosa, la plus grande société de production de diamants en Russie, et emploie 3 600 personnes. Il était prévu de longue date que la récupération des diamants par des méthodes classiques par la surface allait s'épuiser. Par conséquent, en 1970, commença la construction d'un réseau de tunnels souterrains pour récupérer les diamants. La production par cette méthode commença en 1999 et est estimé pouvoir durer encore 27 ans. Cette estimation est fondée sur des explorations approfondies jusqu'à 1 220 mètres. Afin de stabiliser le trou principal abandonné, son fond a été recouvert par une couche de résidus rocheux, épaisse de 45 mètres.

## Source
- (en) Cet article est partiellement ou en totalité issu de l’article de Wikipédia en anglais intitulé « Mir mine » (voir la liste des auteurs).